# Torsmossen
Torsmossen este o arie protejată (arie specială de conservare — SAC, sit de importanță comunitară — SCI) din Suedia întinsă pe o suprafață de 26,2 ha, integral pe uscat.

## Localizare
Centrul sitului Torsmossen este situat la coordonatele 59°01′23″N 15°49′06″E / 59.0231°N 15.8182°E.

## Înființare
Situl Torsmossen a fost declarat sit de importanță comunitară în iulie 2000 pentru a proteja un număr necunoscut de specii din flora spontană și fauna sălbatică aflate în arealul zonei. Situl a fost protejat și ca arie specială de conservare în martie 2011.

## Biodiversitate
Situată în ecoregiunea boreală, aria protejată conține 2 habitate naturale: Mlaștini turboase de tranziție și turbării mișcătoare, Mlaștini împădurite.
La baza desemnării sitului se află un număr nedeclarat de specii protejate.